# U20-Europamästerskapet i basket för herrar
U20-Europamästerskapet i basket för herrar hade premiär 1992.

## Resultat
| År            | Spelplats                                     | Final                  | Final    | Final     | Match om tredje pris   | Match om tredje pris | Match om tredje pris |
| År            | Spelplats                                     | Guld                   | Resultat | Silver    | Brons                  | Resultat             | Fyra                 |
| ------------- | --------------------------------------------- | ---------------------- | -------- | --------- | ---------------------- | -------------------- | -------------------- |
| 1992 detaljer | Aten, Grekland                                | Italien                | 65–63    | Grekland  | Frankrike              | 63–60                | Israel               |
| 1994 detaljer | Maribor, Postojna & Ljubljana, Slovenien      | Vitryssland            | 96–91    | Italien   | Spanien                | 83–69                | Grekland             |
| 1996 detaljer | Bursa & Istanbul, Turkiet                     | Litauen                | 85–81    | Spanien   | Jugoslavien            | 67–62                | Turkiet              |
| 1998 detaljer | Trapani, Italien                              | Jugoslavien            | 92–73    | Slovenien | Turkiet                | 64–57                | Spanien              |
| 2000 detaljer | Ohrid, Makedonien                             | Slovenien              | 66–65    | Israel    | Spanien                | 82–77                | Kroatien             |
| 2002 detaljer | Kaunas, Alytus & Vilnius, Litauen             | Grekland               | 77–73    | Spanien   | Frankrike              | 95–78                | Ryssland             |
| 2004 detaljer | Brno, Tjeckien                                | Slovenien              | 66–61    | Israel    | Litauen                | 92–63                | Grekland             |
| 2005 detaljer | Tjechov, Ryssland                             | Ryssland               | 61–53    | Litauen   | Serbien och Montenegro | 63–45                | Israel               |
| 2006 detaljer | İzmir, Turkiet                                | Serbien och Montenegro | 64–58    | Turkiet   | Slovenien              | 83–75                | Italien              |
| 2007 detaljer | Nova Gorica, Slovenien/Gorizia, Italien       | Serbien                | 87–78    | Spanien   | Italien                | 74–63                | Ryssland             |
| 2008 detaljer | Riga, Lettland                                | Serbien                | 96–89    | Litauen   | Spanien                | 91–72                | Turkiet              |
| 2009 detaljer | Rhodos & Ialysos, Grekland                    | Grekland               | 90–85    | Frankrike | Spanien                | 75–72                | Italien              |
| 2010 detaljer | Zadar, Crikvenica & Makarska, Kroatien        | Frankrike              | 73–62    | Grekland  | Spanien                | 86–79                | Kroatien             |
| 2011 detaljer | Bilbao, Spanien                               | Spanien                | 82–70    | Italien   | Frankrike              | 66–50                | Ryssland             |
| 2012 detaljer | Ljubljana, Domžale & Kranjska Gora, Slovenien | Litauen                | 50–49    | Frankrike | Spanien                | 67–66                | Serbien              |
| 2013 detaljer | Tallinn, Estland                              | Italien                | 67–60    | Lettland  | Spanien                | 70–63                | Ryssland             |